# Bouzanville
Bouzanville (1793 und 1801 noch mit den Schreibweisen Bouzainville und Bouzauville) ist eine französische Gemeinde mit 64 Einwohnern (Stand 1. Januar 2022) im Département Meurthe-et-Moselle in der Region Grand Est (vor 2016: Lothringen). Sie gehört zum Arrondissement Nancy und zum Gemeindeverband Pays du Saintois.

## Geografie
Die Gemeinde Bouzanville liegt im Xaintois an der Grenze zum Département Vosges, 35 Kilometer südlich von Nancy. Das flachwellige Bodenrelief um Bouzanville gehört zum Einzugsgebiet des Madon. Der größte Teil des Gemeindegebietes wird landwirtschaftlich genutzt; im Süden hat die Gemeinde einen etwa 50 Hektar großen Anteil an einem Waldgebiet.
Nachbargemeinden von Bouzanville sind Diarville im Nordosten, Ambacourt im Südosten, Frenelle-la-Grande im Südwesten, Boulaincourt im Westen sowie Forcelles-sous-Gugney im Nordwesten.

## Wappen
Die Balken im Wappen erinnern an die Grafschaft Vaudémont, zu der Bouzanville gehörte. Die Spitze symbolisiert St. Martin, den Schutzpatron der Gemeinde. Die beiden Buchstaben sind die Initialen der Gemeinde.

## Bevölkerungsentwicklung
| Jahr      | 1962 | 1968 | 1975 | 1982 | 1990 | 1999 | 2010 | 2021 |
| Einwohner | 74   | 77   | 80   | 65   | 66   | 65   | 67   | 64   |

In den Jahren 1841 und 1846 wurden mit 252 Bewohnern die bisher höchsten Einwohnerzahlen ermittelt. Die Zahlen basieren auf den Daten von cassini.ehess und INSEE.

## Sehenswürdigkeiten
- Kirche St. Martin aus dem 19. Jahrhundert

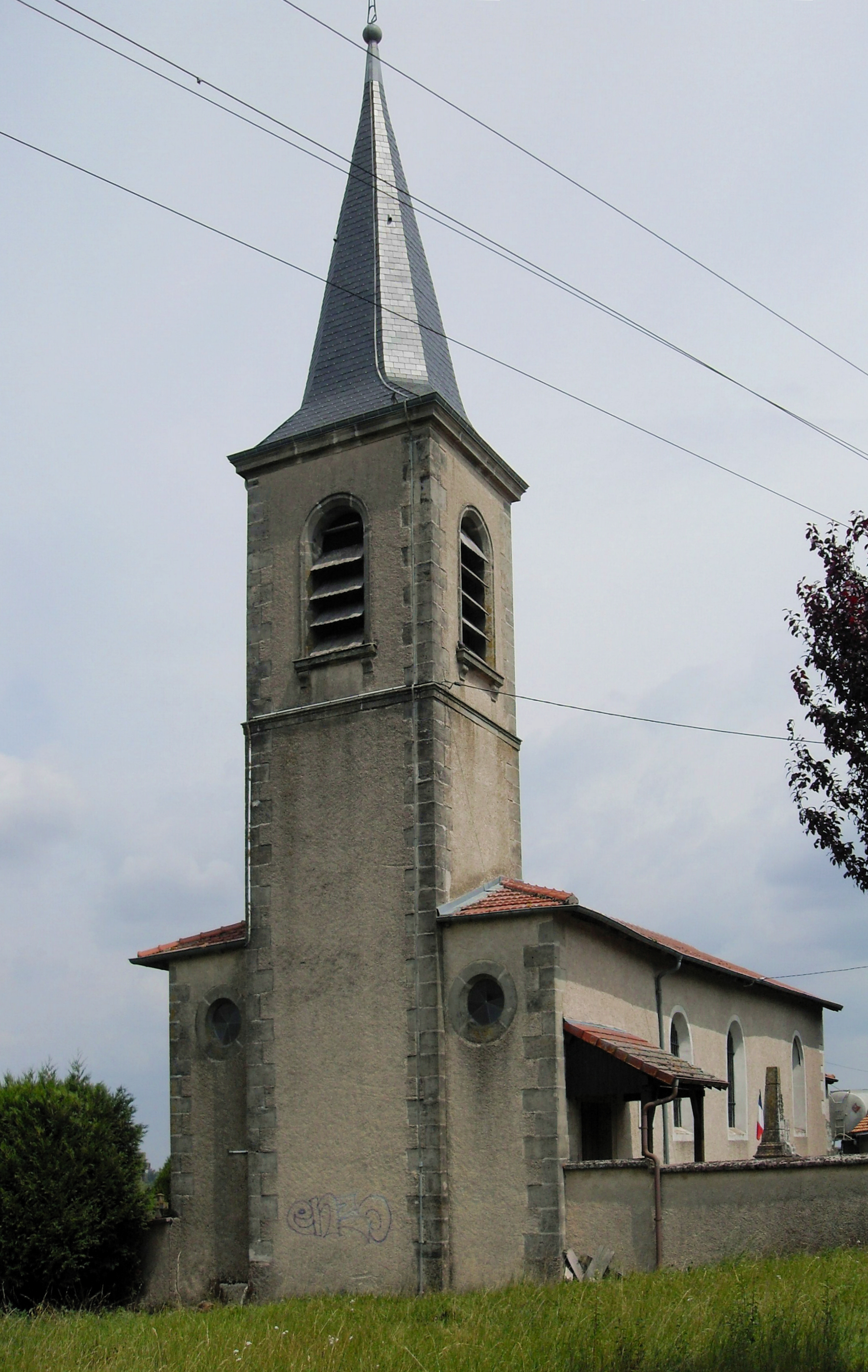
Kirche St. Martin

- Kapelle Notre-Dame-de-Pitié

## Wirtschaft und Infrastruktur
In der Gemeinde sind drei Rinderzuchtbetriebe ansässig.

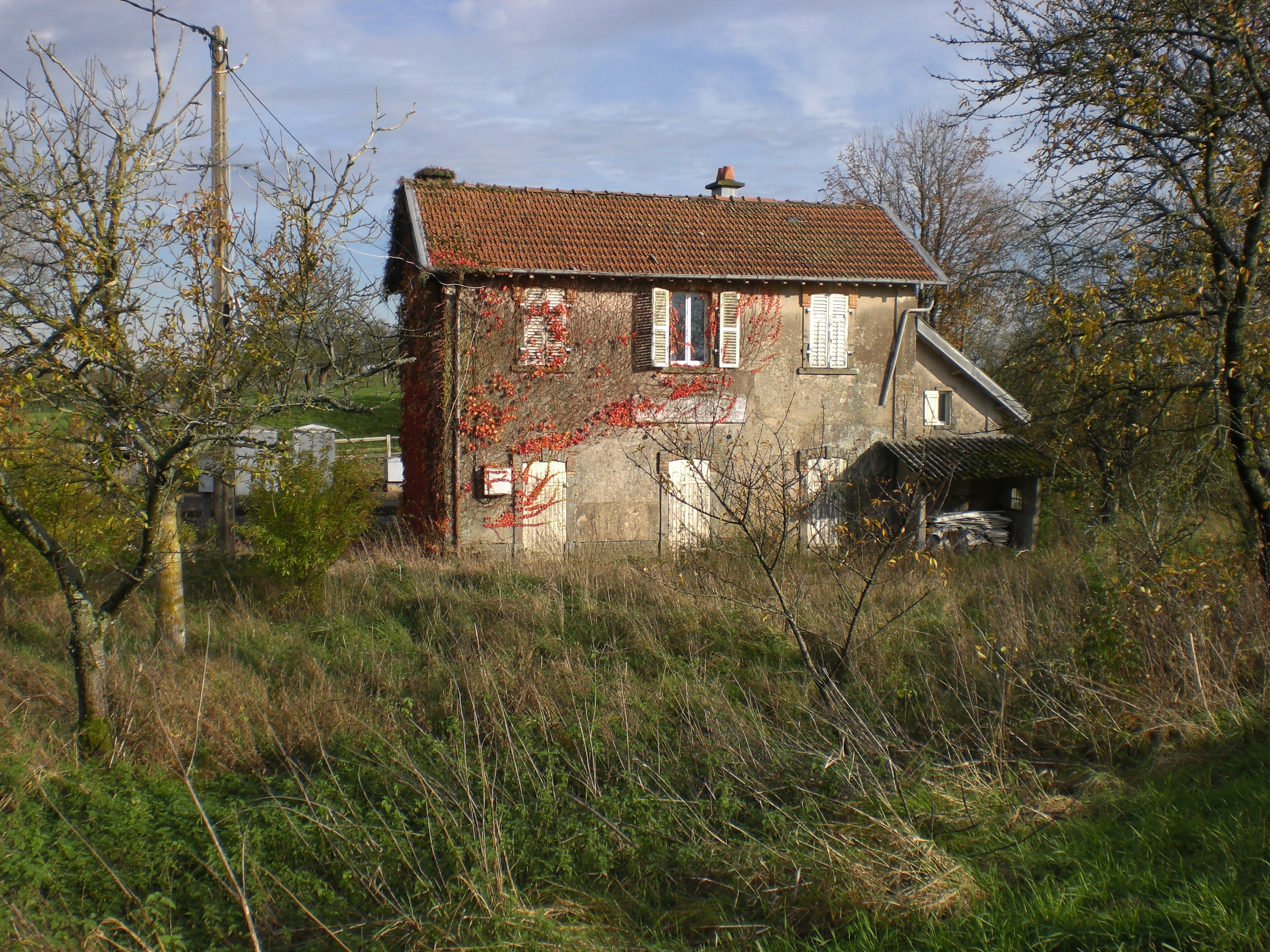
Ehemaliges Bahnhofsgebäude

Bouzanville liegt abseits der überregionalen Verkehrsströme. Östlich der Ortschaft verläuft die Straße von Mirecourt über Tantonville nach Nancy. Durch die Gemeinde führt die Bahnlinie von Nancy über Mirecourt und Vittel nach Merrey, die von der TER Lorraine betrieben wird; der nächste Haltepunkt liegt im drei Kilometer entfernten Diarville.

## Belege
1. ↑  Ortsname auf cassini.ehess.fr
2. ↑  Bouzanville auf genealogie-lorraine.fr. Archiviert vom Original am 25. März 2016; abgerufen am 24. März 2020 (französisch).  Info: Der Archivlink wurde automatisch eingesetzt und noch nicht geprüft. Bitte prüfe Original- und Archivlink gemäß Anleitung und entferne dann diesen Hinweis.
3. ↑  Bouzanville auf cassini.ehess
4. ↑  Bouzanville auf INSEE
5. ↑  Landwirtschaftsbetriebe auf annuaire-mairie.fr (französisch)